# Coleman-Mandula-Theorem
Das 1967 von Sidney Coleman und Jeffrey Mandula gefundene Coleman-Mandula-Theorem ist ein no-go theorem (englisch) der theoretischen Physik, das auf sehr allgemeinen Annahmen beruht (zum Beispiel Existenz und Nichttrivialität der S-Matrix, nichtentartetes Vakuum und keine masselosen Elementarteilchen). Es besagt, dass jede Lie-Algebra, welche die Poincaré-Gruppe und eine interne Symmetriegruppe enthält, ein direktes Produkt dieser beiden Gruppen sein muss. Eine externe (raum-zeitliche) Symmetrie kann also nur trivial mit einer internen Symmetrie kombiniert werden. Die tensoralen Symmetrien sind somit bereits mit den Generatoren der Poincaré-Gruppe maximal.
Rudolf Haag, Jan Łopuszański und Martin Sohnius konnten 1975 jedoch zeigen (Haag-Łopuszański-Sohnius-Theorem), dass die Hinzunahme von antikommutierenden Generatoren die einzig mögliche, nicht-triviale Erweiterung der Poincaré-Algebra zu einer sogenannten Superalgebra erlaubt (siehe auch Supersymmetrie).